# Tamalamequito
Tamalamequito es un centro poblado del municipio colombiano de El Banco, en el departamento del Magdalena. Está a 15 minutos de la cabecera municipal. Hace parte de la zona rural del municipio y cuenta con una extensión  de 37.5 hectáreas.

## Vías
El centro poblado cuenta con una vía que conecta con otros centros poblados como Islitas, Algarrobal y Hatillo de la Sabana. Desde allí, es posible acceder a vías importantes como la Transversal Momposina, que comunica El Banco con municipios de la Depresión momposina, y la Ruta Nacional 43 , que conecta El Banco con Chimichagua en el departamento del Cesar.